# پروواینیک
پروواینیک (به صربی: Provaljenik) یک منطقهٔ مسکونی در صربستان است که در Opština Babušnica واقع شده‌است. پروواینیک ۲۰۲ نفر جمعیت دارد.